# Ramanathapuram
Ramanathapuram (Tamil: இராமநாதபுரம் Irāmanātapuram [(ɨ)ˈɾaːmənaːd̪əpuɾʌm], früher anglisiert Ramnad) ist eine Stadt im südindischen Bundesstaat Tamil Nadu. Sie liegt im Süden Tamil Nadus ca. 440 km südlich der Hauptstadt Chennai unweit der Küste des Golfs von Bengalen. Ramanathapuram ist der Verwaltungssitz des gleichnamigen Distrikts. Die Einwohnerzahl beträgt rund 61.000 (Volkszählung 2011).

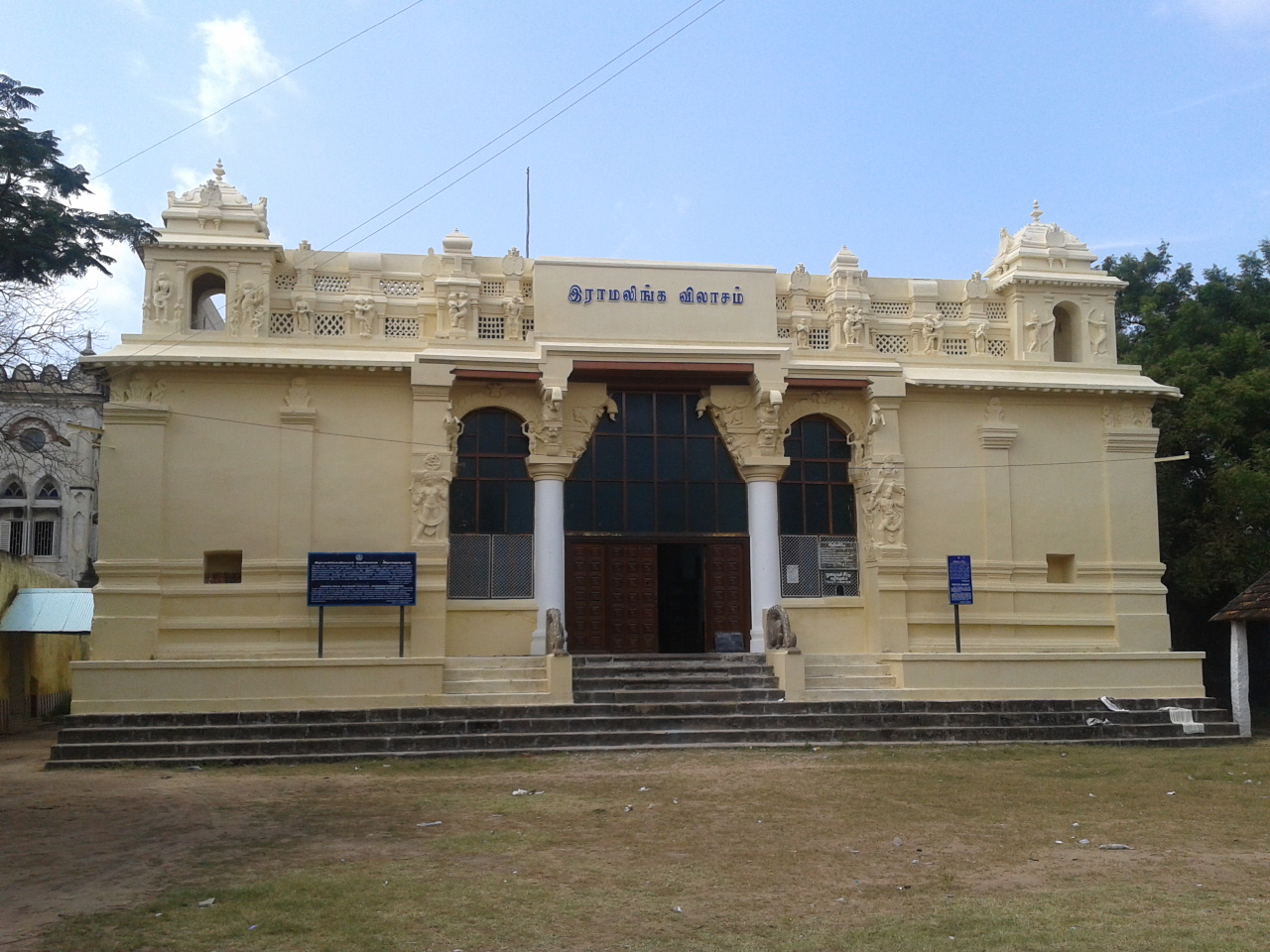
Der Palast von Ramanathapuram

Der Name Ramanathapuram bedeutet „Stadt des Herrn von Rama“ und verweist auf den Gott Shiva, der im nahegelegenen Rameswaram zusammen mit dem Gott Rama verehrt wird. Dem Mythos zufolge soll Rama hier über die Adamsbrücke nach Sri Lanka gezogen sein. Raghunatha Kilavan (1673–1708), einer der lokalen Fürsten, die mit dem Titel Setupati über die Region herrschten, verlegte seine Hauptstadt aus dem nahen Pogalur nach Ramanathapuram und ließ die Stadt befestigen. 1795 enthoben die Briten den Setupati Muthuramalinga seines Amtes und unterstellten Ramanathapuram der Verwaltung Britisch-Indiens, setzten aber die Erben seiner Schwester als Zamindars (Grundherren) ein. 1892 wurde das Zamindari-System abgeschafft, der Palast von Ramanathapuram ist aber bis heute im Besitz der Setupati-Familie.
76 Prozent der Einwohner Ramanathapurams sind Hindus, 20 Prozent sind Muslime und 3 Prozent Christen. Die Hauptsprache ist, wie in ganz Tamil Nadu, das Tamil, das von 98 Prozent der Bevölkerung als Muttersprache gesprochen wird.